# Mund mod mund
Mund mod mund er en svensk dramafilm fra 2005 instrueret af Björn Runge.

## Handling
Teenagepigen Vera forlod sin familie efter en hændelse derhjemme og bor nu sammen med en midaldrende narkoman, Morgan. Han bruger hende som prostitueret til at få penge ved at give hende stoffer mod hendes vilje. I mellemtiden falder resten af Veras familie fra hinanden, og hendes far, Mats, prøver at finde ud af, hvordan han kan få hende tilbage, før det er for sent.

## Medvirkende (i udvalg)
- Sofia Westberg som Vera
- Magnus Krepper som Morgan
- Peter Andersson som Mats
- Marie Richardson som Ewa
- Ingvar Hirdwall som John
- Marie Göranzon som Monica
- Anton Jarlros Gry som Joel
- Leif Andrée som Joels lærer
- Ann Petrén som Lisbeth
- Pernilla August som Leyla